# Estació de Diego de León
Diego de Lleó és una estació de les línies 4, 5 i 6 del Metro de Madrid, situada sota els carrers de Francisco Silvela, Diego de León i Comte de Peñalver, al districte de Salamanca de Madrid.

## Història
L'estació va ser inaugurada el 17 de setembre de 1932, quan es van obrir al públic les andanes de la línia 4, situada sota el carrer de Comte de Peñalver, amb els accessos de Francisco Silvela i Diego de León. Fins al 1958 va formar part de la línia 2 i fins al 26 de març de 1973 va ser terminal de línia.
El 26 de febrer de 1970 es van inaugurar les andanes de la línia 5, que van ser obertes al públic el 2 de març del mateix any. Se situen sota el carrer Juan Bravo, amb els dos accessos a aquest carrer, i són enllaçades amb l'estació de línia 4 per un llarg passadís sota els carrers de Juan Bravo i Comte de Peñalver.
L'11 d'octubre de 1979 es van inaugurar les andanes de la línia 6, sota el carrer Francisco Silvela, amb accessos als carrers d'Azcona, Eraso i Alcántara. Està comunicada amb l'estació de línia 5 per un passadís sota el carrer Juan Bravo, que en arribar a la zona de línia 5 permet continuar pel passadís que comunica amb l'estació de línia 4 per a arribar a les andanes d'aquesta.
Les andanes de la línia 4 van ser tancades entre el 13 de gener i el 6 de març del 2020 per obres. Les altres línies no en van resultar afectades.
Des del 30 de juliol fins al 9 de setembre del 2022 el tram entre les estacions de Sainz de Baranda i Nous Ministeris de la línia 6 va romandre tallat per obres. Es va habilitar un servei especial d'autobús de franc amb parada a l'entorn de les estacions afectades. El servei de les línies 4 i 5 no es va veure afectat.

## Accessos
Vestíbul Diego de León-Línia 4
- Diego de León Carrer de Diego de León, 71A
- Francisco Silvela, Carrer de Francisco Silvela, 58A
- Diego de León-rampa Carrer de Francisco Silvela, 63A (rampa a la cantonada de Diego de León)
- Francisco Silvela-rampa Carrer Francisco Silvela, 54 (rampa)

Vestíbul Juan Bravo-Línia 5
- Conde de Peñalver Carrer de Juan Bravo, entre els números 53 i 56 (bulevard)
- Alcántara Carrer de Juan Bravo, 69 (bulevard)

Vestíbul Francisco Silvela-Línia 6
- Azcona Carrer de Francisco Silvela, 34 (cantonada amb el Carrer d'Azcona)
- Eraso Carrer Francisco Silvela, 40 (cantonada amb el Carrer d'Eraso)
- Alcántara Carrer de Francisco Silvela, 47

## Línies i connexions

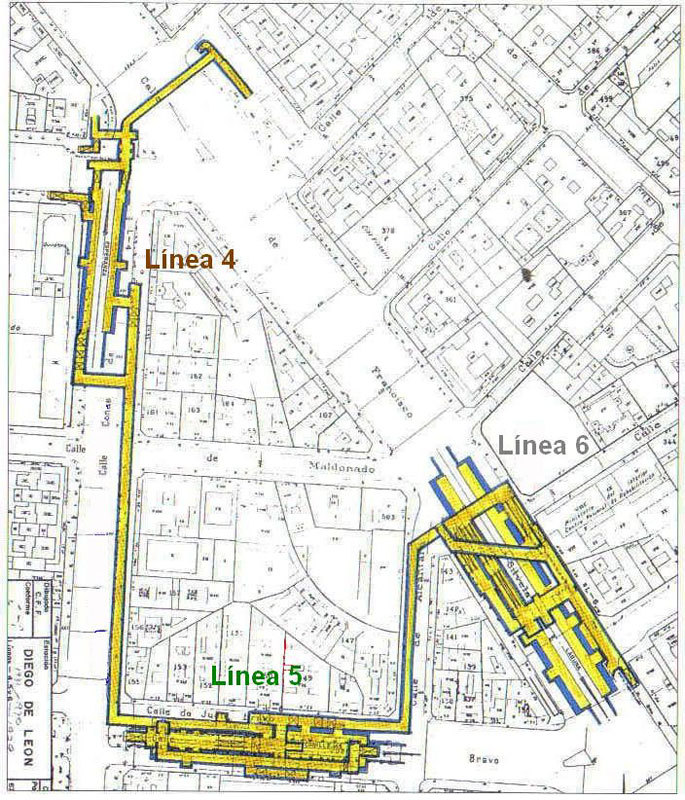
Esquema subterrani de l'estació.

### Metro
| << Origen/Destinació | < estació      | línia | estació >          | Destinació/Origen >> |
| -------------------- | -------------- | ----- | ------------------ | -------------------- |
| Argüelles            | Lista          |       | Avinguda d'Amèrica | Pineda de Chamartín  |
| Albereda d'Osuna     | Ventas         |       | Núñez de Balboa    | Casa de Campo        |
| Circular             | Manuel Becerra |       | Avinguda d'Amèrica | Circular             |

### Autobusos

Rutes dels autobusos de l'EMT de Madrid i accessos a l'estació.

| Diürns                                   |                                            |                                                      |
| Autobusos amb capçalera en Diego de Lleó |                                            |                                                      |
| Línia                                    | Destinació                                 | Parada                                               |
| 72                                       | Hortaleza                                  | 785 DIEGO DE LEÓN (Carrer de Fco. Silvela, 54)       |
| 73                                       | Fira de Madrid                             | 785 DIEGO DE LEÓN (Carrer de Fco. Silvela, 54)       |
| 26                                       | Plaza de Tirso de Molina                   | 2223 DIEGO DE LEÓN (Carrer de Conde de Peñalver, 96) |
| 56                                       | Pont de Vallecas                           | 2224 DIEGO DE LEÓN (Carrer de Conde de Peñalver, 96) |
| 210                                      | La Elipa                                   | 5452 DIEGO DE LEÓN (Carrer Conde de Peñalver, 88)    |
| Autobusos passants en Diego de Lleó      |                                            |                                                      |
| Línia                                    | Destinació                                 | Parada                                               |
| 12                                       | Passeig Marquès de Zafra                   | 786 DIEGO DE LEÓN (Carrer de Francisco Silvela, 53)  |
| C1                                       | Circular 1 (> Embajadores)                 | 786 DIEGO DE LEÓN (Carrer de Francisco Silvela, 53)  |
| 61                                       | Moncloa                                    | 1429 HOSPITAL DE LA PRINCESA                         |
| 43                                       | Felip II                                   | 2371 AZCONA-FRANCISCO SILVELA                        |
| 48                                       | Manuel Becerra                             | 2371 AZCONA-FRANCISCO SILVELA                        |
| 61                                       | Narváez                                    | 3739 HOSPITAL DE LA PRINCESA                         |
| 12                                       | Cristo Rey                                 | 5296 DIEGO DE LEÓN (Carrer de Francisco Silvela, 50) |
| C2                                       | Circular 2 (> Quatre Camins)               | 5296 DIEGO DE LEÓN (Carrer de Francisco Silvela, 50) |
| 48                                       | Bº Canillejas                              | 5311 FRANCISCO SILVELA-JUAN BRAVO                    |
| Nocturns                                 |                                            |                                                      |
| Autobusos passants en Diego de Lleó      |                                            |                                                      |
| Línia                                    | Destinació                                 | Parada                                               |
| N3                                       | Fira de Madrid                             | 1247 JUAN BRAVO-FRANCISCO SILVELA                    |
| N3                                       | Cibeles                                    | 3807 METRO DIEGO DE LEÓN (Carrer de Juan Bravo, 61)  |
| NC2                                      | Circular 2 (> Quatre Camins - Pl. Espanya) | 784 FRANCISCO SILVELA-JUAN BRAVO                     |
| NC1                                      | Circular 1 (> Manuel Becerra - Atocha)     | 811 FRANCISCO SILVELA-JUAN BRAVO                     |